# 嵐雛助 (10代目)
十代目 嵐 雛助（あらし ひなすけ、大正2年（1913年）10月4日 - 昭和61年（1986年）1月29日）は、昭和に活躍した歌舞伎役者。俳名は眠獅。屋号は吉田屋。定紋は橘、替紋は梅鉢。俳名に眠獅。本名は今井 正男（いまい まさお）。
東京都出身。本郷元町小学校後、四代目中村もしほに入門。大正9年 (1920) 2月、市村座『御所五郎蔵』の禿で中村蝶太郎を名乗って初舞台。昭和16年 (1941) から関西歌舞伎に移籍。昭和18年2月、『絵本太功記・十段目』（太十）の初菊、舞踊『梅ヶ枝』などで十代目嵐雛助を襲名。
当たり役は『仮名手本忠臣蔵』の顔世御前など。昭和33年 (1958) に大阪府民劇場奨励賞。